# چریسانتمین
چریسانتمین (به انگلیسی: Chrysanthemin) با فرمول شیمیایی C21H21O11+, Cl-C21H21ClO11 یک ترکیب شیمیایی است. که جرم مولی آن ۴۸۴٫۸۳ گرم بر مول می‌باشد. 